# Ervin László
Ervin László (12. květen 1932, Budapešť) je maďarský filozof, kybernetik, systémový teoretik, futurolog a vizionář. Žije v Pise v Itálii.
Je členem Římského klubu. Je spoluautorem zprávy Římskému klubu Cíle pro lidstvo z roku 1977. V roce 1987 publikoval další zprávu pro Římský klub pod názvem Evoluce - nová syntéza. Je zakladatelem a vydavatelem časopisu World Futures - The Journal of General Evolution. V roce 1993 založil budapešťské klub - Club of Budapest, kde vykonává funkci prezidenta. Je vědeckým ředitelem na University for Peace v Berlíně. Působí v The General Evolution Research Group, kterou spoluzaložil v roce 1984 v Budapešti. Vykonává zde funkci ředitele. V roce 2011 založil první světovou univerzitu pro globální posun nazvanou Giordano Bruno Globalshift University, která byla oficiálně otevřena 9. září 2011. Publikoval více než 90 knih a množství článků a publikací.
Vytvořil kosmologickou teorii spojitosti, v níž ukazuje vesmír jako tvořivý, vnitřně propojený proces.